# Fernando Franco García
Fernando Franco García (Sevilla, 1976) es un director y montador de cine español, ganador del Premio Goya en 2014 como director novel por la película La herida y nominado al Premio Goya al montaje en siete ocasiones. 

## Biografía
Es licenciado en Comunicación Audiovisual por la Universidad de Sevilla, especializándose en montaje en la Escuela de Cinematografía y Audiovisual de la Comunidad de Madrid (ECAM). En 2001, comenzó su actividad profesional como montador, habiendo trabajado en más de 50 películas; entre otras: No tengas miedo de Montxo Armendáriz, Blancanieves de Pablo Berger, Que dios nos perdone de Rodrigo Sorogoyen, Viaje al cuarto de una madre de Celia Rico, Un año una noche de Isaki Lacuesta o Robot dreams de Pablo Berger (nominada al Oscar a la Mejor Película de Animación en 2024). Por su labor como montador ha sido siete veces nominado al Premio Goya en dicha categoría.
No tardó en simultanear esta labor con la dirección, rodando varios cortos y videoclips de grupos como Corcobado o Vetusta Morla. En 2013 dirigió su primer largometraje, La herida, que fue elegido para participar en el Festival de San Sebastián, donde obtuvo el Premio Especial del Jurado y la Concha de Plata a la Mejor Actriz. También tuvo dos nominaciones a los European Film Awards y seis nominaciones a los Premios Goya y acabó alzándose con el de Mejor Actriz para Marian Álvarez y el de Mejor Dirección Novel para el propio Franco. Asimismo, su ópera prima obtuvo galardones como el Fotogramas de Plata a la Mejor Película o el Premio Forqué a la Mejor Película.
En 2017 dirige su segundo largometraje, Morir, adaptación de la novela homónima de Arthur Schnitzler. Estrenado en la Sección Oficial del Festival Internacional de Cine de San Sebastián, que será nomiando al Goya por la interpretación de Andrés Gertrudix.
Su tercer largometraje, La consagración de la primavera, acude de nuevo a la Sección Oficial de San Sebastián en 2022 y vuelve a tener sendas nominaciones al Goya para sus protagonistas como intérpretes revelación, Valèria Sorolla y Telmo Irureta, consiguiendo este último el galardón. La película viajará por festivales de todo el mundo obteniendo distinciones en festivales como el de Tesalónica.
Todos su filmes están producidos por su propia compañía, Ferdydurke Films, nombrada así por la obra de Witold Gombrowicz, que cuenta también con títulos de directores como Federico Veiroj, Sergio Oksman, Virginia García del Pino, Begoña Arostegui o Adrián Orr.
Trabaja también en la docencia, habiendo sido jefe de la especialidad de Montaje en la ECAM de Madrid durante catorce años y colaborando como profesor de cines con centros como la ESCAC de Barcelona, la UPF, la Universidad Carlos III y la EICTV de Cuba.

## Filmografía como director

### Largometrajes
- La herida (2013)
- Morir (2017)
- La consagración de la primavera (2022)
- Subsuelo (2024)

#### Cortometrajes[2]
- Mensajes de voz (2007)
- The end (2008)
- Tu(a)mor (2009)
- Les variations Dielman (2010)
- Room (2011)
- La media vuelta (2012)
- El lugar adecuado (2016)

Videoclips
- Vetusta Morla - Lo que te hace grande
- Javier Corcobado - Te estoy queriendo tanto
- Javier Corcobado - Losing touch with my mind
- Vetusta Morla - El hombre del saco
- Vetusta Morla - Fuego
- Vetusta Morla - Deséame suerte

## Filmografía seleccionada como montador[3]
- Los pequeños amores (2024)
- Robot Dreams (2023)
- Un año, una noche (2023)
- Black Beach (2020)
- Así habló el cambista (2019)
- Viaje al cuarto de una madre (2018)
- Belmonte (2018)
- Que Dios nos perdone (2016)
- El apóstata (2015)
- O futebol (2015)
- Las altas presiones (2014)
- Alacrán enamorado (2013)
- 10.000 noches en ninguna parte (2012)
- Blancanieves (2012)
- Una historia para los Modlin (2012)
- No tengas miedo (2011)
- El idioma imposible (2010)
- Bon appétit (2009)
- Déjate caer (2007)
- Aparecidos (2007)
- Cargo (2006)
- Esquizo (2006)
- Nordeste (2005)
- Goodbye, America, an Al Lewis portrait (2005)
- 15 días contigo (2005)
- A esteticista (2004)
- Polígono sur (2003)
- Peor imposible (2002)
- Canícula (2002)
- Cuatro puntos cardinales (2002)
- Portman, a la sombra de Roberto (2001)

## Premios y reconocimientos[4]
Premios Goya
| Año  | Categoría                       | Película                     | Resultado |
| ---- | ------------------------------- | ---------------------------- | --------- |
| 2012 | Mejor montaje                   | Blancanieves                 | Nominado  |
| 2013 | Mejor director novel            | La herida                    | Ganador   |
| 2013 | Mejor guion                     | La herida                    | Nominado  |
| 2013 | Mejor Película                  | La herida                    | Nominado  |
| 2016 | Mejor montaje                   | Que dios nos perdone         | Nominado  |
| 2019 | Mejor montaje                   | Viaje al cuarto de una madre | Nominado  |
| 2021 | Mejor montaje                   | Black Beach                  | Nominado  |
| 2023 | Mejor montaje                   | Un año, una noche            | Nominado  |
| 2024 | Mejor montaje                   | Robot Dreams                 | Nominado  |
| 2025 | Mejor montaje                   | Los pequeños amores          | Nominado  |
| 2025 | Mejor cortometraje de animación | El cambio de rueda           | Nominado  |

Medallas del Círculo de Escritores Cinematográficos
| Año  | Categoría           | Película             | Resultado |
| ---- | ------------------- | -------------------- | --------- |
| 2012 | Mejor montaje       | Blancanieves         | Ganador   |
| 2013 | Director revelación | La herida            | Nominado  |
| 2017 | Mejor montaje       | Que dios nos perdone | Nominado  |
| 2021 | Mejor montaje       | Black Beach          | Nominado  |

Festival Internacional de Cine de San Sebastián
| Año  | Categoría                  | Película  | Resultado |
| ---- | -------------------------- | --------- | --------- |
| 2013 | Premio especial del jurado | La herida | Ganador   |

European Film Awards
| Año  | Categoría          | Película  | Resultado |
| ---- | ------------------ | --------- | --------- |
| 2014 | European Discovery | La herida | Nominado  |

Fotogramas de Plata
| Año  | Categoría      | Película  | Resultado |
| ---- | -------------- | --------- | --------- |
| 2014 | Mejor Película | La herida | Ganador   |

London Film Festival
| Año  | Categoría         | Película  | Resultado |
| ---- | ----------------- | --------- | --------- |
| 2014 | Southerland Award | La herida | Nominado  |

Festival de Cine Español de Málaga
| Año  | Categoría                              | Película        | Resultado |
| ---- | -------------------------------------- | --------------- | --------- |
| 2007 | Biznaga de Plata al Mejor Cortometraje | Mensajes de voz | Ganador   |
| 2009 | Biznaga de Plata al Mejor Cortometraje | Tu(a)mor        | Ganador   |

Premios Gaudí
| Año  | Categoría              | Película          | Resultado |
| ---- | ---------------------- | ----------------- | --------- |
| 2013 | Mejor Montaje          | Blancanieves      | Nominado  |
| 2014 | Mejor Película Europea | La herida         | Nominado  |
| 2023 | Mejor Montaje          | Un año, una noche | Ganador   |

Premios Feroz
| Año  | Categoría                | Película  | Resultado |
| ---- | ------------------------ | --------- | --------- |
| 2014 | Mejor Director           | La herida | Nominado  |
| 2014 | Mejor Película Dramática | La herida | Nominado  |

Premios Platino
| Año  | Categoría     | Película             | Resultado |
| ---- | ------------- | -------------------- | --------- |
| 2017 | Mejor Montaje | Que Dios nos perdone | Nominado  |

Premios Forqué
| Año  | Categoría      | Película  | Resultado |
| ---- | -------------- | --------- | --------- |
| 2014 | Mejor Película | La herida | Ganador   |

Premios Asecan
| Año  | Categoría                  | Película                        | Resultado |
| ---- | -------------------------- | ------------------------------- | --------- |
| 2010 | Mejor Cortometraje         | Tu(a)mor                        | Nominado  |
| 2011 | Mejor Contribución Técnica | Bon Appetit                     | Nominado  |
| 2011 | Mejor Contribución Técnica | El idioma imposible             | Nominado  |
| 2013 | Mejor Montaje              | Blancanieves                    | Nominado  |
| 2014 | Mejor Ópera Prima          | La herida                       | Ganador   |
| 2014 | Mejor Director             | La herida                       | Nominado  |
| 2016 | Mejor Montaje              | El apóstata                     | Nominado  |
| 2018 | Mejor Película andaluza    | Morir                           | Nominado  |
| 2018 | Mejor Director             | Morir                           | Nominado  |
| 2019 | Mejor Montaje              | Viaje al cuarto de una madre    | Ganador   |
| 2023 | Mejor Guion                | La consagración de la primavera | Nominado  |
| 2023 | Mejor Director             | La consagración de la primavera | Nominado  |
| 2023 | Mejor Película Andaluza    | La consagración de la primavera | Nominado  |

Premios Carmen
| Año  | Categoría      | Película                        | Resultado |
| ---- | -------------- | ------------------------------- | --------- |
| 2023 | Mejor guion    | La consagración de la primavera | Nominado  |
| 2023 | Mejor director | La consagración de la primavera | Nominado  |
| 2024 | Mejor Montaje  | Robot Dreams                    | Nominado  |

Otros premios
- Premio Comunidad de Madrid en 2011 por Room en el Festival de Cine de Alcalá de Henares